# Городище (Тернопільська міська громада)

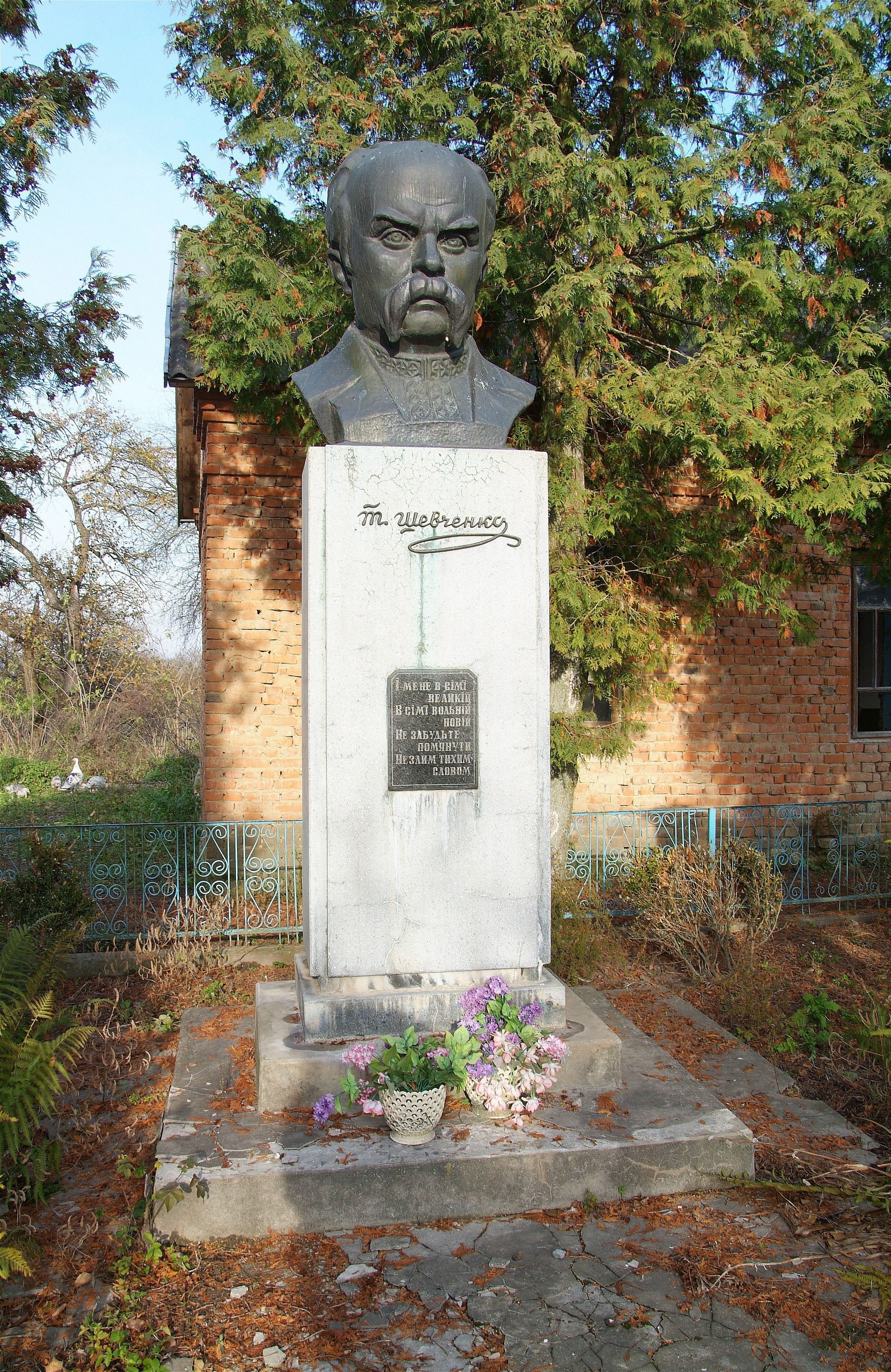
Погруддя Шевченка в Городищі

Городи́ще — село в Україні, у Тернопільській міській громаді Тернопільського району Тернопільської області . Від 2018 у складі Тернопільської міської громади. У 2003 році в селі мешкало 129 осіб.

## Історія
Давньоруське поселення розміщене в урочищі “Бозок”, що при в’їзді до села з боку Тернополя, на горі. У 1970 році тут зібрано уламки давньоруського посуду, залізні вироби. Підйомний матеріал зібрали в 1973 році В.М.Остапів та З.О.Дець. Є залишки городища.
Перша писемна згадка сягає 1564 року. 
1 серпня 1934 року в рамках реформи на підставі нового закону про самоуправління (23 березня 1933 року) увійшло до нової сільської гміни Янківці (Тернопільський повіт Тернопільського воєводства). 

## Релігія
- церква Успіння Пресвятої Богородиці (1924, кам'яна, УГКЦ).

## Пам'ятники
Пам'ятник Т. Шевченку
Щойновиявлена пам'ятка монументального мистецтва. Розташований біля церкви.
Встановлений 1989 р.
Погруддя — карбована мідь, постамент — бетон.
Погруддя — 1,15 м, постамент — 2,4 м.

## Галерея

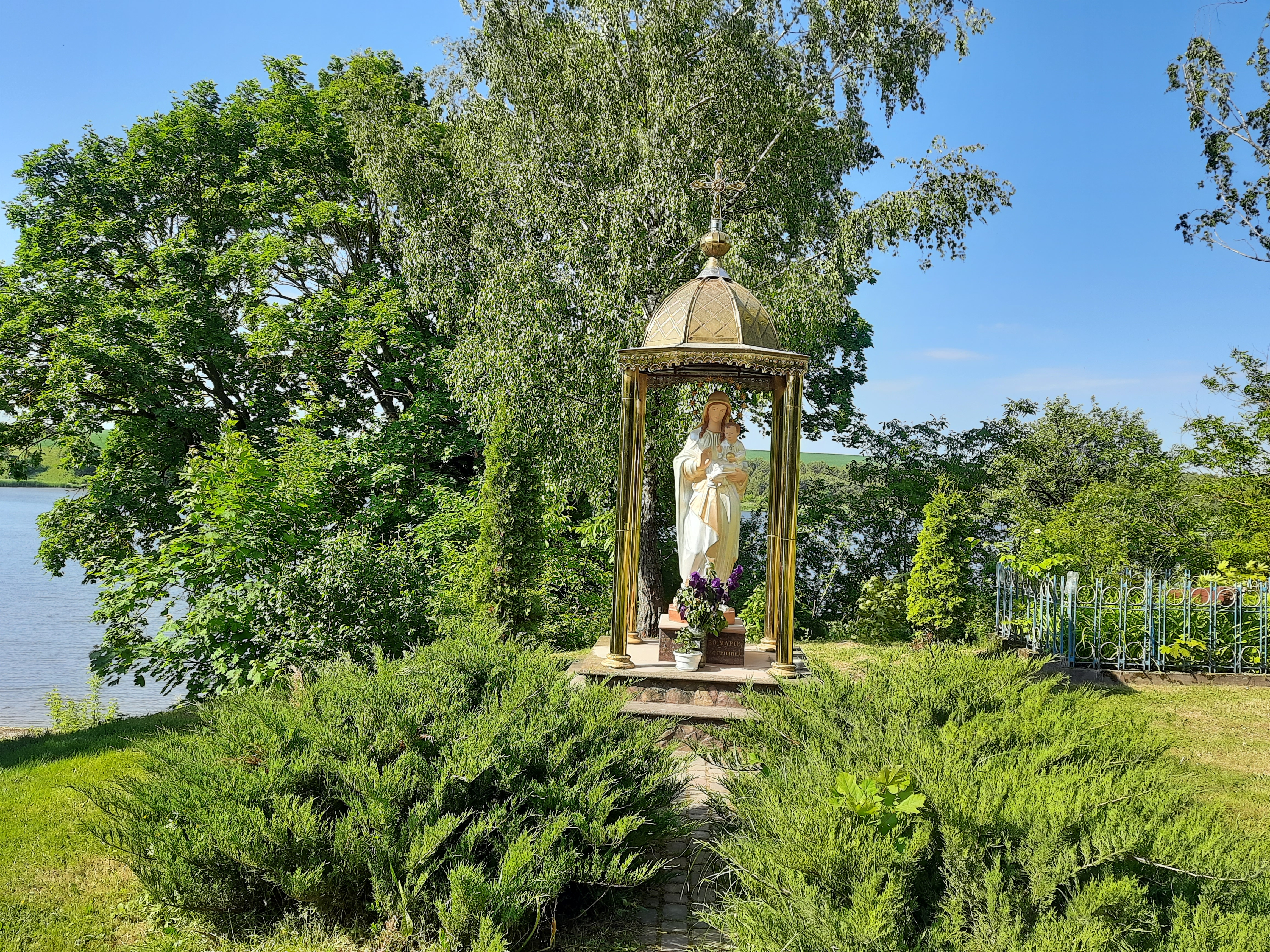
Статуя Божої Матері
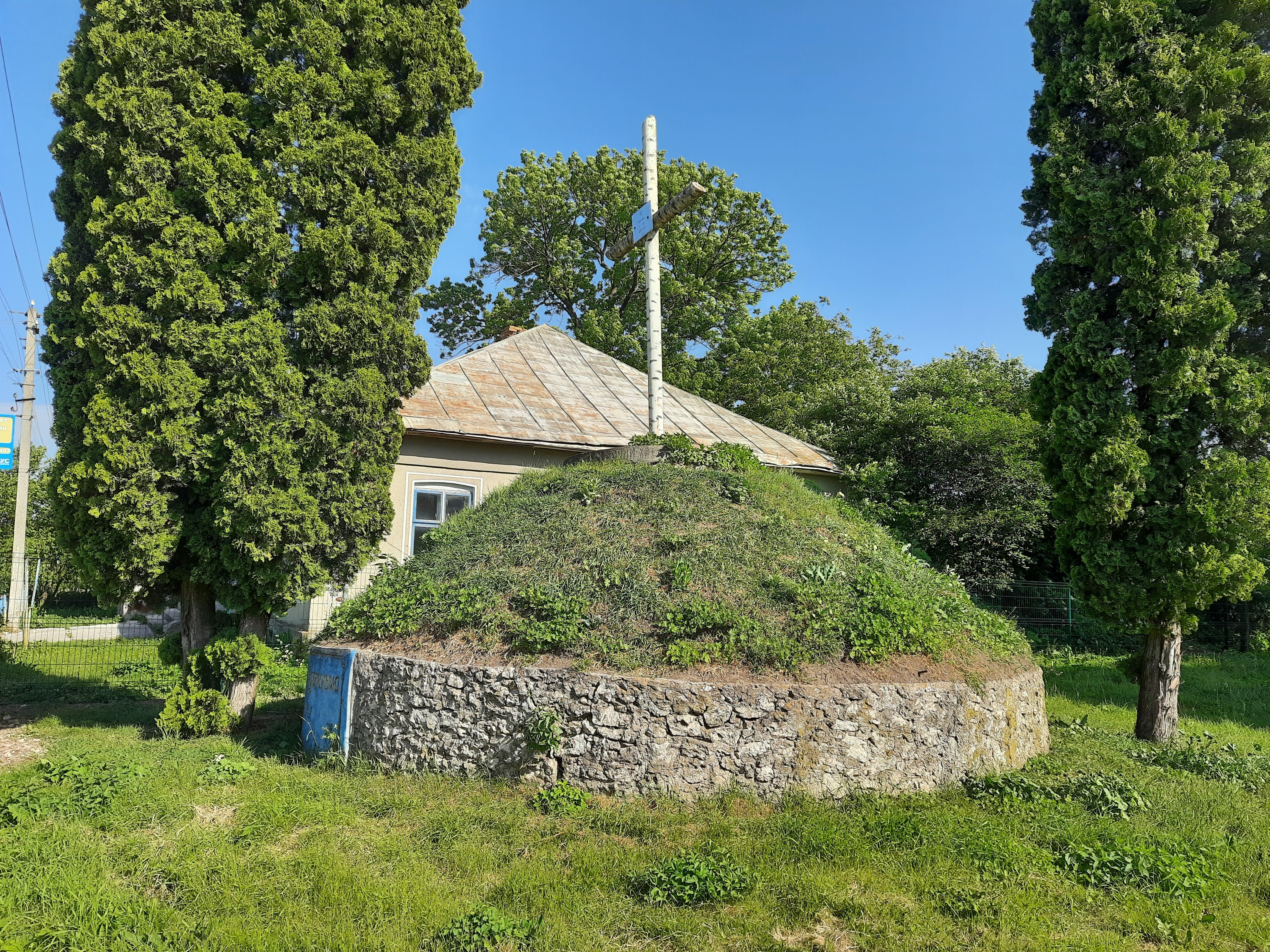
Символічна могила Борцям за волю України
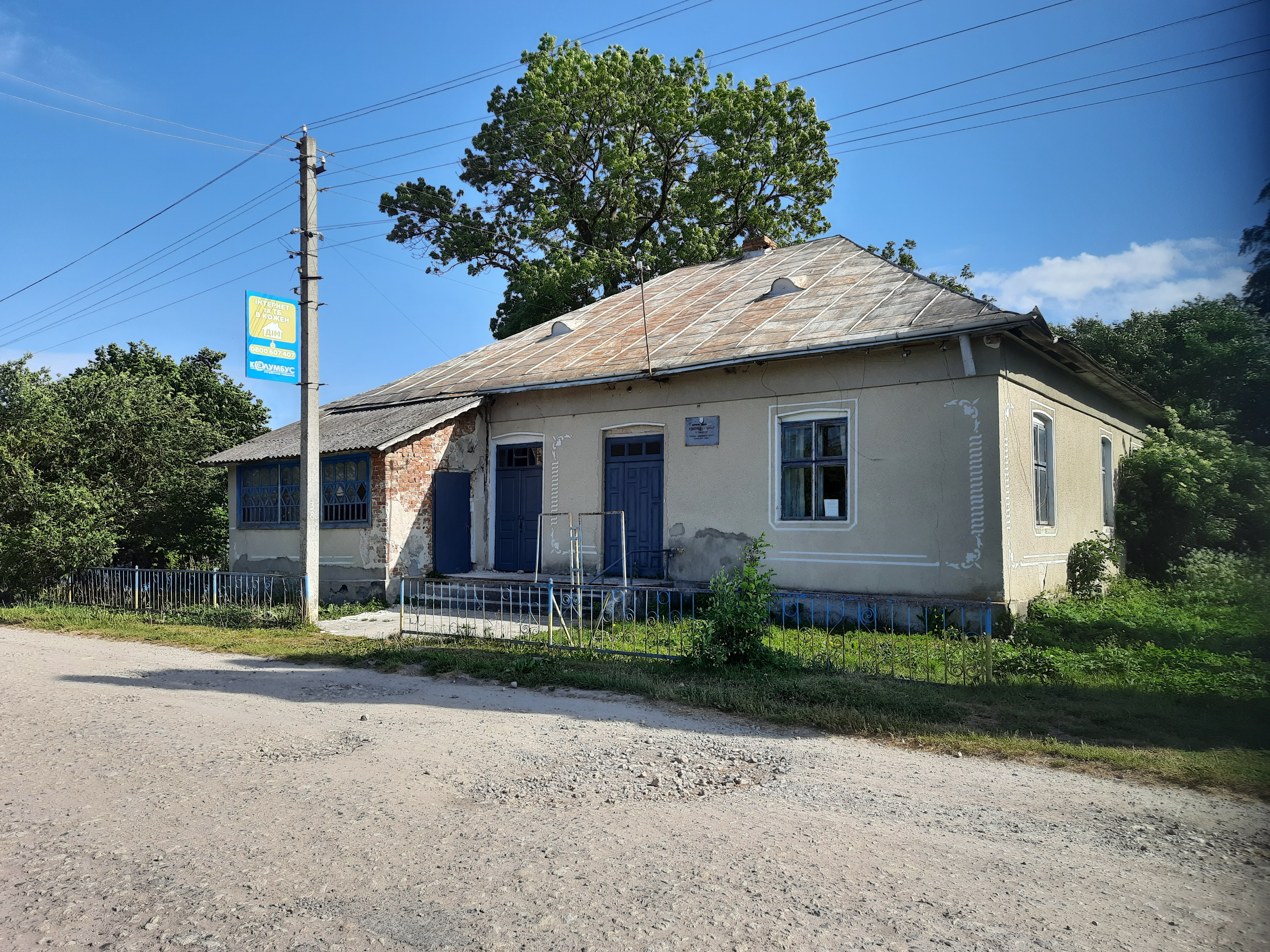
Бібліотека
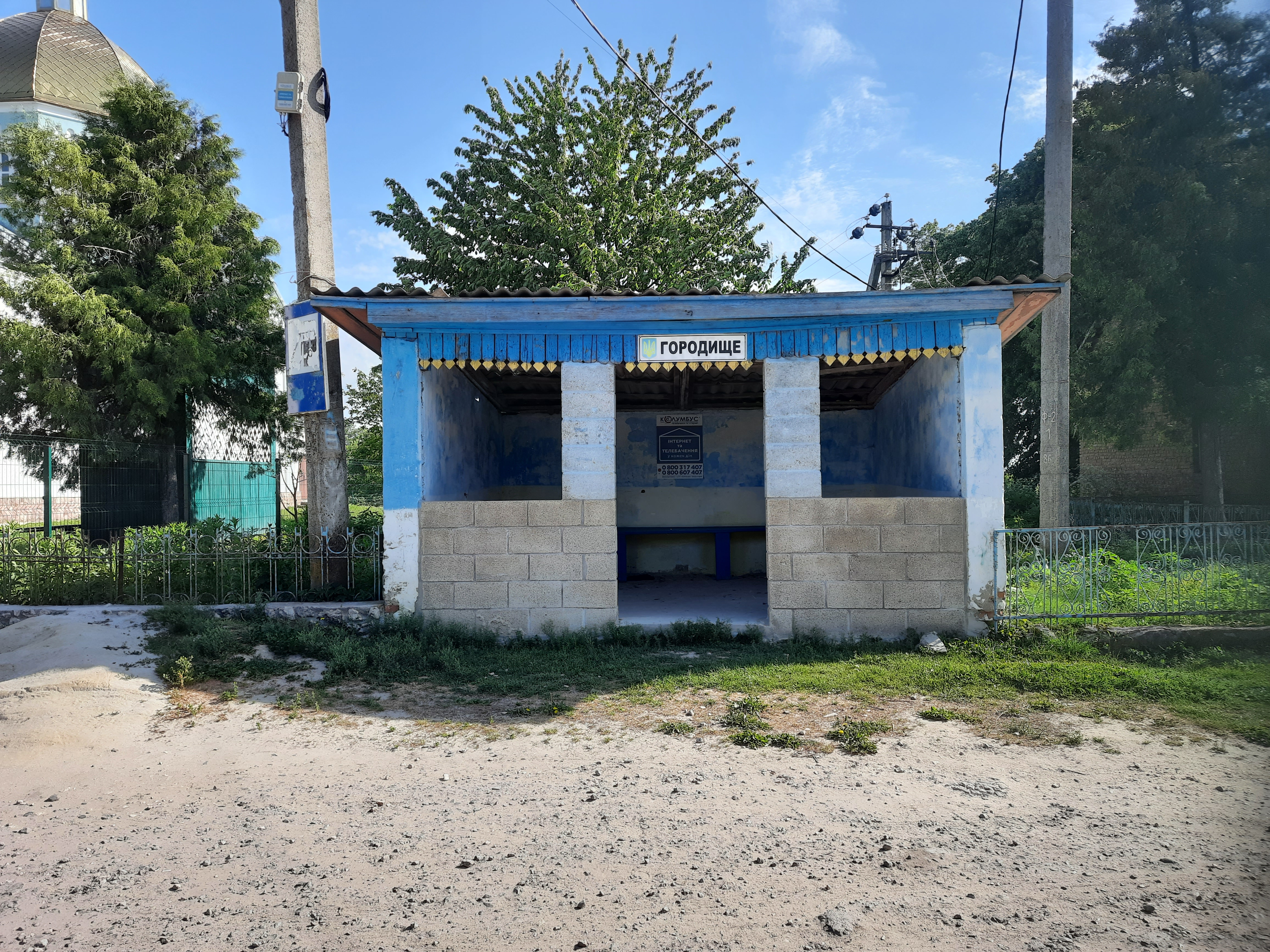
Автобусна зупинка
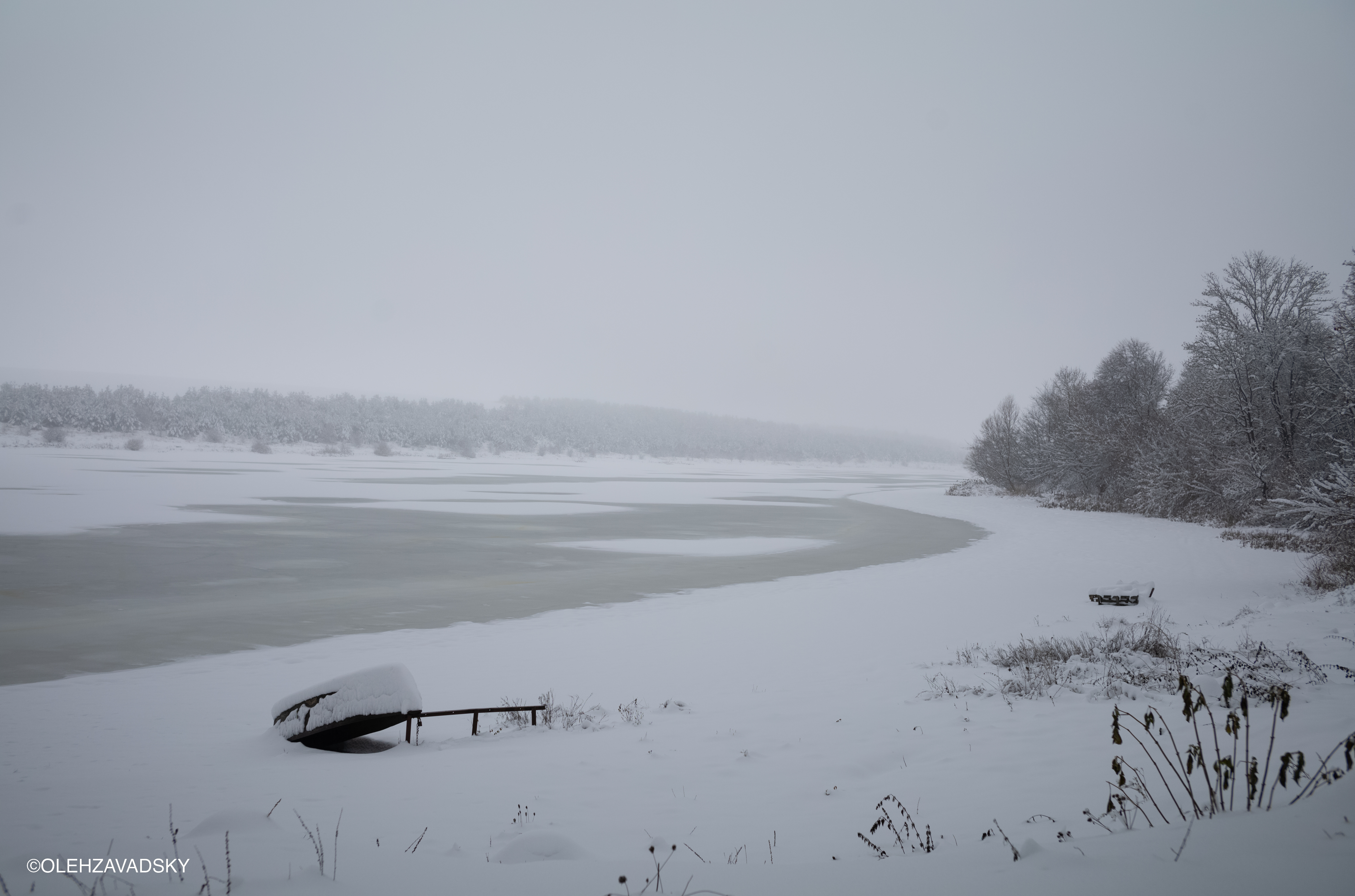
Став перед Різдвом